# Котарвиці
Котарвиці (пол. Kotarwice) — село в Польщі, у гміні Коваля Радомського повіту Мазовецького воєводства.
Населення — 724 особи (2011).
У 1975-1998 роках село належало до Радомського воєводства.

## Демографія
Демографічна структура станом на 31 березня 2011 року:
|          | Загалом | Допрацездатний вік | Працездатний вік | Постпрацездатний вік |
| -------- | ------- | ------------------ | ---------------- | -------------------- |
| Чоловіки | 375     | 100                | 244              | 31                   |
| Жінки    | 349     | 93                 | 200              | 56                   |
| Разом    | 724     | 193                | 444              | 87                   |